# Carla Brünott
Carolina Petronella Maria (Carla) Brünott (Utrecht, 24 juni 1938 – Amsterdam, 23 augustus 2017) was een Nederlandse activiste voor de vrouwenbeweging en homo-emancipatie. Ze heeft onder andere vrouwenboekhandel Xantippe en het blad Lust en Gratie opgericht. 

## Jeugd
Carla Petronella Maria Brünott werd op 24 juni 1938 in Utrecht geboren als eerste kind van Marieke (Mia) Knaps en Bernard (Ben) Brünott. Ze groeide op in Utrecht, waar ze mede als gevolg van de oorlog een moeizame kindertijd beleefde. In 1949 verhuisde het gezin naar Rotterdam waar Brünott naar de middelbare school ging.

## Werk
Brünott overwoog na haar opleiding het klooster in te gaan. Van 1955 tot 1962 studeerde ze zang aan het Rotterdams Conservatorium. Na haar afstuderen stopte ze met zingen, een paar maanden nadat ze haar stem verloor vlak voor een belangrijk optreden. Ze ging aan de slag als maatschappelijk werkster in Rotterdam. In 1963 vertrok ze als au pair naar Parijs. In 1965 besloot ze non te worden bij het Sint-Liobaklooster in Egmond-Binnen. In 1968 verliet ze het klooster en in 1969 vertrok ze naar Amsterdam.

## Feminisme
In Amsterdam kwam Brünott in 1971 in aanraking met het COC. Tegelijkertijd raakte ze meer betrokken bij de vrouwenbeweging. In 1973 verliet zij het COC en kwam in contact met de actiegroep Paarse September, een radicale groep die feminisme en homo-emancipatie combineerde. Een jaar later (in 1974) werd deze actiegroep opgeheven. 
Brünott had ondertussen muziekles gegeven en ambieerde kort een carrière als verpleegkundige, maar besloot uiteindelijk zich helemaal in te zetten voor de vrouwenbeweging. Geïnspireerd door vrouwenboekhandel De Heksenkelder (in 1984 hernoemd naar Savannah Bay) in Utrecht, richtte ze  samen met Annemarie Behrens, Cris van der Hoek, Pamela Pattynama en Sjuul Tegelaar in 1976 de stichting en vrouwenboekhandel Xantippe op.
In 1977 richtte Brünott zich op de drukkunst, waardoor later de Stichting Vrouwendrukkerij Virginia (vernoemd naar Virginia Woolf) ontstond. Zij kreeg daar de kans een lesbisch cultureel tijdschrift uit te brengen en creëerde in 1983 het tijdschrift Lust en Gratie.
In 1984 verliet Brünott de drukkerij, waarna ze nog tot 1988 actief was als penningmeester bij de Stichting tot Wetenschappelijk Onderzoek omtrent Seksualiteit en Geweld (WSOG). Zij begon in 1988 een studie muziekwetenschap met bijvakken in vrouwenstudies bij de Universiteit van Amsterdam. Ze studeerde in 1997 af.
Vanaf 1993 tot 2006 was Brünott actief als vrijwilliger bij Mama Cash. Tevens heeft ze zich ingezet voor vluchtelingen.